# 刺桑
刺桑（学名：Streblus ilicifolius）为桑科鹊肾树属下的一个种。

## 扩展阅读
- 維基物種上的相關：刺桑